# Kungsträdgården
59°19′52″N 18°04′17″Ø / 59.33111°N 18.07139°Ø
Kungsträdgården, eller på dansk Kongehaven bliver også kaldt Kungsan, er en park som ligger på Norrmalm i det centrale Stockholm. Den er sammen med Humlegården den ældste bevarede park i Stockholm. Her lå tidligere  slottet Makalös. På den tid var parken en indhegnet lystgård hvor kun hoffet havde adgang, ved portene stod bevæbnede vagter, så ingen uvedkommende kunne komme ind.
To konger ved navn Karl står som statuer i parken, Karl 12. og Karl 13.
Mange stockholmere omtaler statuerne som en løve omgivet af gryder og en gryde omgivet af løver. Statuen af Karl 12. blev afsløret den 30. november 1868, på 150-årsdagen for hans død ved Fredriksten, og står i parkens sydlige del. Mellem dem står Molins fontæne og de elmetræer (alm) som var centrum for almstriden den 12-13. maj 1971.
Den vestlige allé er opkaldt efter Jussi Björling, Jussi Björlings allé og den østlige efter Birgit Nilsson, Birgit Nilssons allé.